# Alexandru Moghioroș

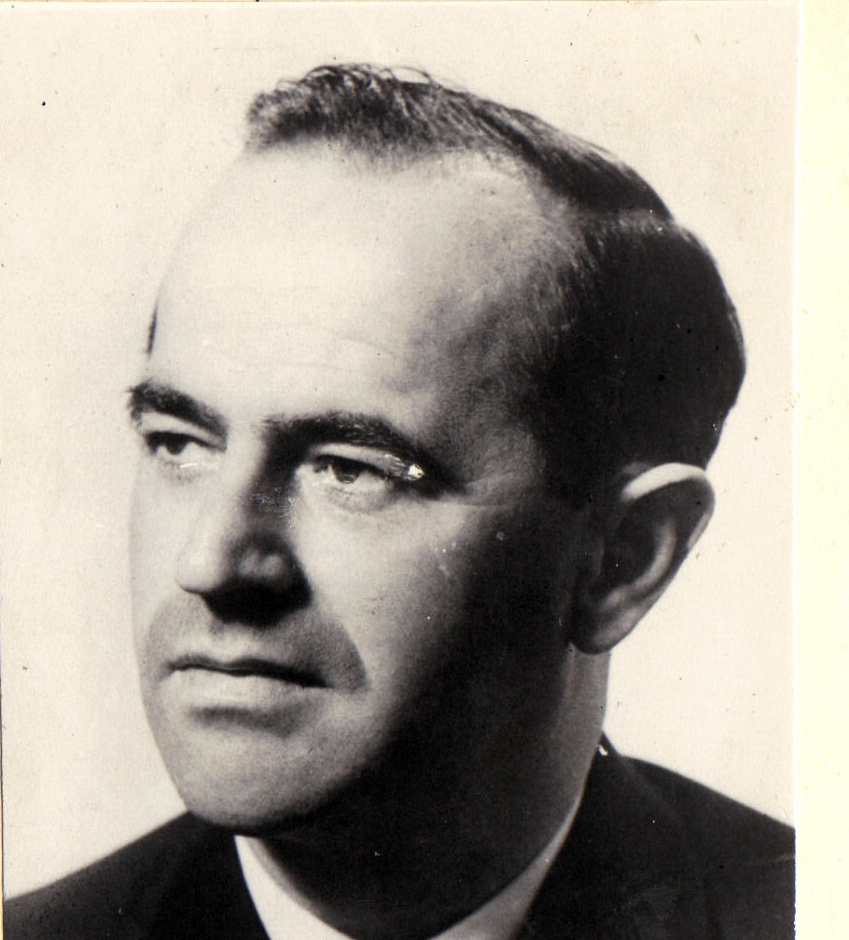
Alexandru Moghioroș

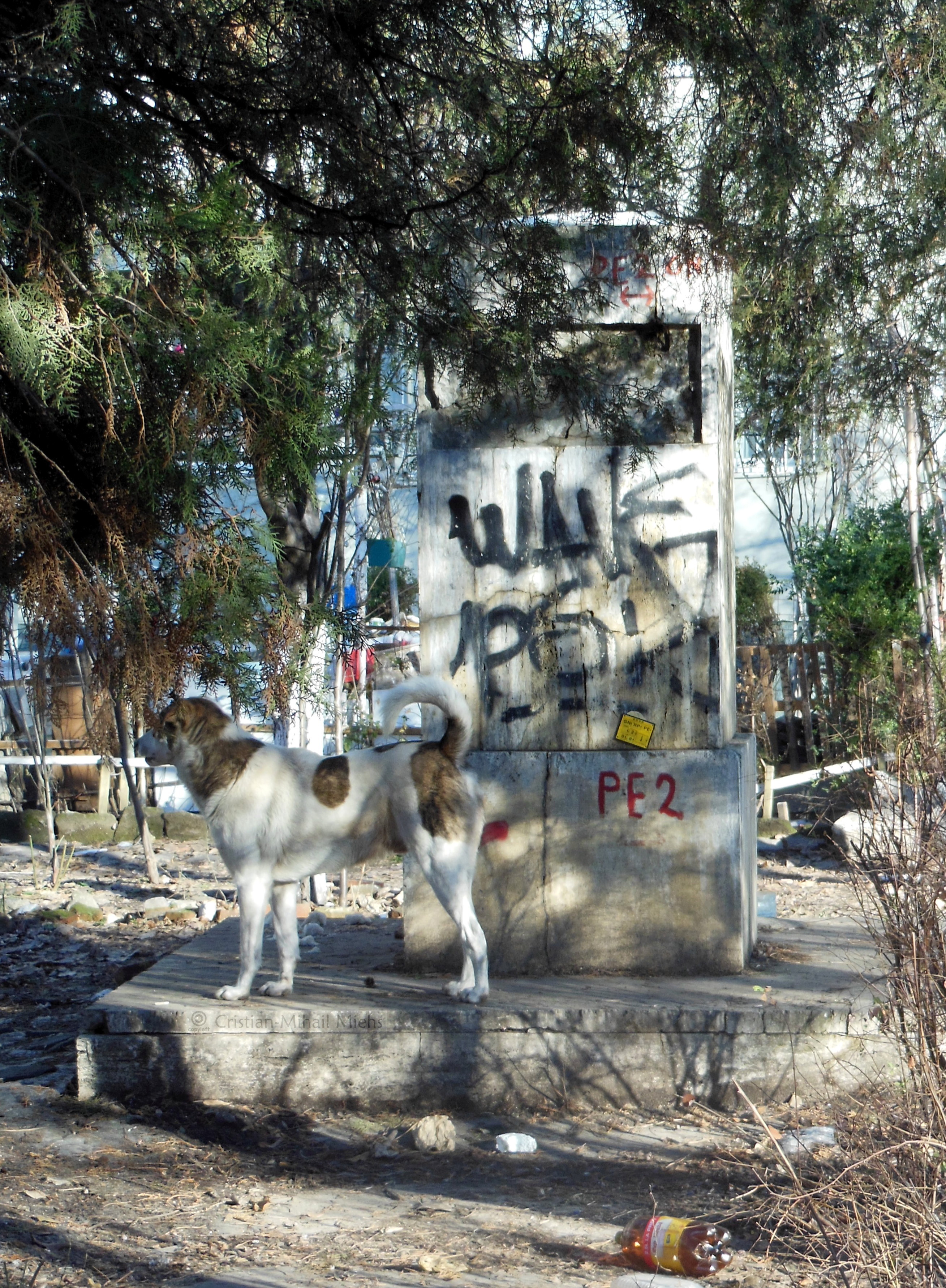
Soclul pe care, până în 1989, s-a aflat bustul lui Alexandru Moghioroș, din București

Alexandru Moghioroș (născut Mogyorós Sándor, în 23 octombrie 1911, Salonta Mare, Transilvania, Austro-Ungaria – d. 1 octombrie 1969, București) a fost un politician comunist din România.
S-a născut într-o familie de țărani maghiari din Transilvania, în localitatea Salonta Mare, județul Bihor. După cele patru clase primare a urmat școala de meserii, timp de 3 ani, pentru meseria de lăcătuș.

## Cariera politică
În 1929 a devenit membru al UTC și totodată al Partidului Comunist din România, unde a deținut funcții de conducere. A activat în exterior ca agent al Comintern-ului. A fost judecat la Craiova și închis, pentru activitate comunistă ilegală, între 1936-1944.
După 1944 a condus activitatea PCR în județele Hunedoara și Mureș și a avut un rol important în procesul de colectivizare a agriculturii, fiind cel care a emis ordinul de arestare a chiaburilor (țărani înstăriți) din România.
În iunie 1946 a fost creată Regionala PCR Mureș, cu sediul la Târgu-Mureș, aceasta fiind condusă de Alexandru Moghioroș, care avea ca sarcină pregătirea și câștigarea alegerilor și avea autoritate asupra fostelor județe Mureș, Ciuc, Trei Scaune și Odorhei.
După 1948 devine membru în Biroul Politic al CC al PCR, secretar al CC al PCR (1948-1954, 1965-1969), membru al CC al PCR, președinte al Comitetului de Stat pentru Colectarea Produselor Agricole (1950-1951), prim-vicepreședinte și vicepreședinte al Consiliului de Miniștri (1954-1965).
În anul 1953 a fost numit șeful comisiei de partid care s-a ocupat de cercetarea cazului Anei Pauker.
Alexandru Moghioroș a făcut parte din delegația Partidului Muncitoresc Român, care fusese invitată în toamna anului 1957 să participe la sărbătorirea a 40 de ani de la Revoluția din Octombrie. Din cauza vremii nefavorabile și a unor greșeli de pilotaj, la 4 noiembrie 1957, avionul sovietic Iliușin Il-14 care transporta delegația română s-a prăbușit pe aeroportul Vnukovo, lângă Moscova. În accident au murit ministrul de externe Grigore Preoteasa și trei membri ai echipajului. În afară de Alexandru Moghioroș au mai scăpat cu viață și alte persoane importante din delegație, între care Nicolae Ceaușescu, Chivu Stoica, Leonte Răutu, Ștefan Voitec, Ștefan Voicu și Marin Năstase (tatăl lui Adrian Năstase).
În 1961, Iosif Chișinevschi și Miron Constantinescu, cu sprijinul lui Constantin Pârvulescu, au încercat destituirea lui Gheorghe Gheorghiu-Dej din funcția de prim-secretar al partidului, dar nu au reușit, din cauză că nu au obținut sprijin din partea lui Moghioroș. Ulterior, Moghioroș a conceput acuzațiile contra „deviaționiștilor de dreapta”, care au fost excluși repede din organele de conducere ale partidului.
În decembrie 1967, Nicolae Ceaușescu, care cumulase funcțiile supreme în partid și stat, a luat decizia de a se debarasa de liderii comuniști din vechea generație, care îi puteau periclita poziția. Pe 8 decembrie 1967 a avut loc Plenara CC al PCR, care a trecut în funcții „decorative” pe Chivu Stoica, Alexandru Drăghici, Alexandru Bârlădeanu și Gheorghe Apostol. Cu aceeași ocazie, a fost eliberat din funcția de secretar al CC și veteranul Alexandru Moghioroș, pe motiv de boală, deoarece era suferind de cancer.

## Sfârșitul
A murit în 1969 și a fost înmormântat în una din criptele hemiciclului ce înconjoară Monumentul eroilor luptei pentru libertatea poporului și a patriei, pentru socialism, cunoscut ca Mausoleul din Parcul Carol. În 1991, când mausoleul a fost dezafectat, osemintele i-au fost mutate.

## Perioada de glorie publică
Școala generală Nr. 1 din Salonta, orașul său natal, a primit numele Alexandru Moghioroș.
În 1971, unei străzi din municipiul Brașov i s-a atribuit, prin decret, numele "Alexandru Moghioroș".
În cartierul Drumul Taberei din București, un parc și o stradă a primit numele de Alexandru Moghioroș. Pe spațiul verde din fața unui bloc de pe această stradă a fost înălțat un bust al lui Alexandru Moghioroș. Piața aflată la intersecția între bulevardul Drumul Taberei și strada Alexandru Moghioroș a primit și ea numele Alexandru Moghioroș.

## Perioada de dizgrație publică
După Revoluția Română din 1989, oamenii au doborât de pe postament bustul lui Alexandru Moghioroș și l-au bătut cu pietre. A rămas doar soclul, năpădit vara de vegetație. (Aceeași soartă a avut-o și statuia lui Alexandru Moghioroș din Oradea).
Apoi, numele străzii Alexandru Moghioroș a fost schimbat în strada Brașov.
A urmat schimbarea numelui pieței în Piața Sergiu Celibidache.
Strada Alexandru Moghioroș din Brașov a fost redenumită Lucian Blaga.
Str. Alexandru Moghioroș din Cluj-Napoca a primit după 1989 numele de Str. Ion Popescu Voitești.
Școala ”Alexandru Moghioroș” din Salonta se numește astăzi Arany Janos.

## Distincții
- Medalia „A cincea aniversare a Republicii Populare Române” (24 decembrie 1952) „pentru lupta și munca duse în vederea făuririi, consolidării și prosperării Republicii Populare Române”[12]
- Ordinul „23 August” clasa I (12 august 1959) „pentru îndelungată activitate în mișcarea muncitorească, pentru contribuția activă la răsturnarea dictaturii militaro-fasciste și instaurarea regimului democrat-popular, pentru merite deosebite în opera de construire a socialismului”[13]
- Medalia „40 de ani de la înființarea Partidului Comunist din Romînia” (6 mai 1961) „pentru activitate îndelungată în mișcarea muncitorească și merite în opera de construire a socialismului”[14]
- Medalia „A XX-a Aniversare a Eliberării Patriei” (18 august 1964) „pentru merite deosebite în opera de construire a socialismului, cu prilejul celei de a XX-a aniversări a eliberării patriei”[15]
- Medalia jubiliară „A XX-a Aniversare a Zilei Forțelor Armate ale Republicii Populare Romîne” (21 octombrie 1964) „pentru merite deosebite în făurirea și întărirea Forțelor Armate ale Republicii Populare Romîne, cu prilejul celei de a XX-a aniversări a Zilei Forțelor Armate”[16]
- Ordinul „Tudor Vladimirescu” clasa I (30 aprilie 1966) „cu prilejul celei de-a 45-a aniversări de la înființarea Partidului Comunist din România, pentru îndelungată activitate în mișcarea muncitorească și merite deosebite în opera de construire a socialismului”[17]